# Chijo
Chijo es una localidad que se ubica a pocos kilómetros al oriente de Cariquima, en la Región de Tarapacá, Chile. Está situado en la Comuna de Colchane.
Es un pequeño poblado de casas con techo de paja brava y una pequeña iglesia que data del siglo XVIII. En sus terrazas se cultivan la quinoa, habas y membrillos, además de la típica plantación de papas.